# Rho del Cigne
Rho del Cigne (ρ Cygni) és un estel en la constel·lació del Cigne de magnitud aparent +4,00. Encara que no té nom propi habitual, aquest estel, al costat de ζ Cygni i altres estels propers més tènues, eren conegutx a la Xina com Chay Foo, «el magatzem de carros». Es troba a 124 anys llum del Sistema Solar.
Rho Cygni és una gegant groga de tipus espectral G8III amb una temperatura efectiva de 5078 K —altres fonts assenyalen una temperatura alguna cosa superior de 5114 - 5125 K. Semblant a la component més brillant de Capella (α Aurigae) o a Vindemiatrix (ε Virginis), és menys lluminosa que aquestes, sent la seva lluminositat 40 vegades major que la del Sol. Té un diàmetre 9,7 vegades més gran que el del Sol, xifra obtinguda a partir de la mesura directa del seu diàmetre angular corregida per l'enfosquiment de limbe —1,82 mil·lisegons d'arc. Gira sobre si mateixa amb una velocitat de rotació projectada de 4,26 km/s.
Rho Cygni posseeix una metal·licitat inferior a la de Sol, amb un contingut de ferro en relació al d'hidrogen entre el 66 % i el 79 % del valor solar. Té una massa 2,3 vegades major que la del Sol i la seva edat benvolguda es xifra entre 710 i 1060 milions d'anys.